# Hibrid (mitologija)
Hibridi so mitološka bitja sestavljena iz kombinacije delov človeškega telesa, predvsem pa delov živali iz več kot ene prave vrste.

## Opis
Mogoče jih je opredeliti kot delno človeške hibride (kot so morske deklice ali Kentaver) in ne-človeški hibridi - kombinacija dveh ali več živalskih vrst (kot je grifin ali himera). Hibridi so po poreklu pogosto zoomorfna božanstva, ki pridobijo  v daljšem časovnem obdobju tudi antropomorfno obliko.
Delno človeški hibridi se pojavljajo v petroglifih ali jamskih poslikavah iz zgornjega paleolitika, v šamanističnih ali totemističnih kontekstih. Etnolog Ivar Lissner teoretizira, da jamske poslikave bitij, ki združujejo značilnosti ljudi in živali niso bile fizične predstavitve mitskih hibridov ampak so jih poskušali opisati šamani v procesu pridobivanja duševnega in duhovnega statusa različnih zveri ali "živalske moči". Verski zgodovinar Mircea Eliade je opazil, da so prepričanja o identiteti živali in preobrazbe v živali razširjena.  Ikonografija kulture Vinča neolitske Evrope, je še posebej znana po pogostih upodobitvah sove, kljunati "ptičje boginje".
Primeri teriocefalije (grško θηρίον - therion "zver" in κεφαλή - kefalí "glava") v starodavnem egipčanskem panteonu vključujejo šakalovo glavo Anubisa, glavo kobre Amunet, glavo leva Sekmet (tudi sfinga), glavo sokola Horus, itd. Večina teh božanstev ima tudi povsem zoomorfne in povsem antropomorfne oblike, kar želi predstaviti hibrid. Hibridna ikonografija se zato razvije kot poskus zastopati oba vidika. Podobno najdemo v Bernu kip galskega kopitarja (artio), ki kaže medveda in žensko figuro, kar razlagajo kot predstavništvo teriomorfni in antropomorfni lik iste boginje.
Nečloveških hibridi se pojavljajo tudi v antični egipčanski ikonografiji, na primer Ammit (kombiniranje krokodila, leva in nilskega konja). Mitološki hibridi so postali zelo priljubljeni v luvijski in asirski umetnosti pozne bronaste dobe do starejše železne dobe. "Krilati duh" (človek s krili ptic, tudi angel), "morska deklica" (del človeka, del ribe), Enki, Atargatis, Apkallu in Lamassu, vsi imajo svoje korenine v asirsko - babilonski umetnosti. V mezopotamski mitologiji je urmahlullu ali lev človek služil kot varuh duha, še posebej kopalnic. Staro babilonski demon Lilit, še posebej, kot je prikazan na reliefu Kraljica noči (del ženska, del sova) je predhodnica motiva harpije / sirene.
Luvijske in asirske motive so posnemali v arhaični Grčiji v obdobju od 9. do 8. stoletja pred našim štetjem. Navdihujoče pošasti klasične grške mitologije so himera, harpija, kentaver, grifin, hipokampus, talos, pegaz, itd.
Motiv "krilati človek", ki se pojavlja kot asirski krilati duh, je uporabljen kot biblični Serafim in Čajot, etruščanski Vant, helenistični Eros-Amor in na koncu krščanska ikonografija angelov.
Asirski hibridi so tudi predhodniki v perzijski umetnosti, kot Faravahar in Alburak.
Motiv drugačne človeške figure športnih rogov lahko izhaja iz delno kozjega hibrida (kot sta Pan in hudič v krščanski ikonografiji) ali kot delno bikov hibrid (Minotaver). Krščanska predstavitev Mojzesa z rogovi pa je zaradi prevoda hebrejskega besedila Exodus 34:29-35 Jérôme.
Najpomembnejši hibrid v hindujski ikonografiji je slon glavo Ganeša. Oba Nage in Garuda sta nehibridni mitski živali (kača in ptica) v svoji zgodnji pojavi, postaneta pa delno človekova hibrida v kasnejši ikonografiji.